# Francisco de Paula Gelabert
Francisco de Paula Gelabert y Albiñana Orihuela  (Alicante, abril de 1752 – La Habana, 17 de julio de 1805) fue un destacado ingeniero español que ejerció como coronel de ingenieros e ingeniero en jefe en la Capitanía General de Cuba (tanto en la isla homónima como en Florida). También fue el Gobernador interino de la Florida Occidental en 1796 y brigadier del ejército español.

## Biografía
Nació en Alicante en 1752. Con diecisiete años, concretamente el 1 de noviembre de 1769, se incorporó al Regimiento de la Reina en Burgos. En 1770 se trasladó a Barcelona para iniciar sus estudios de matemáticas en la Academia de Matemáticas de esa ciudad. Su formación duró tres años y, nada más terminar la carrera, obtenía los títulos de subteniente y ayudante de ingeniero. Alcanzó dichos títulos el 30 de septiembre de 1773. 
Si bien, siguió siendo miembro del Regimiento de la Reina y, tras convertirse en ingeniero, viajó a Mallorca. Fue aquí donde, en octubre de ese año, consiguió el grado de subteniente de Infantería. Su estancia en Mallorca se prolongó por más de un año y el 14 de diciembre de 1774 el gobernador de Cádiz lo envió a Cuba, donde permanecería por varios años.
Gelabert realizó planos para desarrollar la isla. Así, el 15 de mayo de 1776 elaboró el plano “manifiesta el estado actual de la población de la Nueva Philipina, inmediata al río Queyaguatexe”, que incluía documentos vinculados a esa zona. El 9 de mayo de 1779 fue nombrado teniente e ingeniero extraordinario, y en 1780 elaboró un plano de la bahía de Nuevitas, en la costa septentrional de Cuba.
Posteriormente, se une a las tropas españolas enviadas a las colonias inglesas de Norteamérica, las cuales tenían como fin ayudar a los sublevados que buscaban la independencia de su territorio. Es precisamente la tropa a la que él pertenecía la que gana las batallas de Mobile y Pensacola. Sus acciones debieron de haber sido importantes en esas batallas, ya que fue nombrado capitán el 28 de febrero del mencionado año. La guerra terminó en 1783 y Gelabert regresó a Cuba, donde elaboró parte del plano general de la capital de la isla, La Habana. Además, al año siguiente realizó el plano de la boca de Sagua la Grande, un canal marítimo situado en las costas de Villa Clara, en el norte de la isla.
En 1785, Gelabert realizó otro plano de la capital en el que se añadían los fuertes de la ciudad y los barrios extramuros, así como las zonas cercanas a ellos. Gelabert descartó incluir una nueva muralla, a pesar de que los edificios construidos en los nuevos barrios obstaculizaban la protección de la ciudad frente a ataques extranjeros, pues la muralla correría el riesgo de sufrir un derrumbe por un disparo del cañón del Castillo del Príncipe. 
Posteriormente (y en el mismo año), Gelabert se trasladó a Florida, donde también elaboró varios planos durante varios años. Así, en ese año, elaboró un plano para el castillo de San Felipe de Placeminas (en la desembocadura del río Misisipi) y otro para el reducto Borbón, también a orillas del río.
Siete años después, en 1792, elaboró un plano del fuerte Príncipe (en el que se incluyó el perfil del fuerte), en La Habana. 
En 1793, obtiene el grado de ingeniero en segundo y realiza un plano para Pensacola, Florida, donde establece las dimensiones de las viviendas que debían ser construidas en las Barracas. En 1795 obtiene el título de brigadier del ejército español y elabora los planos de la Bahía y de la entrada del río de San Marcos de Apalache (en la mencionada provincia española), así como del fuerte de la zona y de sus cercanías.
En mayo de 1796, Gelabert es nombrado gobernador interino de la Florida Occidental, aunque solo se mantiene en el cargo durante algo más de tres meses, pues lo deja en septiembre del mencionado año. Fue también en 1796 cuando elaboró el plano de la batería de San Antonio, así como el del fuerte provisional de San Carlos (el cual lo situó a las puertas del puerto de Pensacola). Dos años después, el 10 de abril de 1798, es nombrado coronel e ingeniero en jefe. 
En 1801 realizó planos de varios muelles de la zona, uno de los cuales, según indicaba, debía ser construidos con bloques de sillería, mientras que el otro debía ser construido con madera. En 1802, comienza a trabajar en la construcción del hospital e iglesia de San Marcos de Apalache, en la ya mencionada provincia española, construcciones que ya se habían iniciado varios años antes. Posteriormente, regresó a La Habana.
En 1804 elaboró el Plano de la Real Fábrica de Contaduría. El plano mostraba una zona de un edificio concreto, señalando que era allí donde se debía ubicar la intendencia de la Real Contaduría Nueva de La Habana.  
El 4 de abril de 1805 Gelabert obtenía el título de director subinspector de Cuba. Es en esta época cuando realizó la última obra que conocemos de él: un plano y proyecto de una batería en Batabanó (Cuba).